# 住吉村 (兵庫県)
住吉村（すみよしむら）は、兵庫県武庫郡に存在した村である。1899年（明治32年）から1950年（昭和25年）まで神戸市と合併するまで存在した。
現在の神戸市東灘区住吉各町にあたる。かつては、日本一の富豪村と呼ばれていた。

## 地理
- 山岳：六甲山、荒神山
- 河川：住吉川、西獺川

## 歴史
- 1889年（明治22年）4月1日 - 町村制の施行により、近世以来の菟原郡住吉村が魚崎村の飛地を編入のうえ単独で自治体を形成。
- 1896年（明治29年）4月1日 - 所属郡が武庫郡に変更。
- 1938年（昭和13年）7月5日 - 阪神大水害が発生。呉、田中区方面の約4000戸は阪神電車の築堤により排水が阻害され、水没や軒先まで浸水する家が相次ぎ[2]33名の死者を出した。翌年12月にこの災害の教訓を残すべく禍福無門の碑を建立[3]。また、この水害で安宅弥吉、八代則彦、大原孫三郎、住友吉左衛門などの名士の邸宅も全半壊した[4]。
- 1950年（昭和25年）4月1日 - 神戸市に編入され、新設の東灘区の一部となる。同日住吉村廃止。

## 人口
戸数・人口は1905年（明治38年）、723・3980。1914年（大正3年）、1631・7212。

## 交通

### 鉄道路線
- 鉄道省
  - 東海道本線
    - 住吉駅
- 阪神電気鉄道
  - 本線
    - 住吉駅

  - 国道線
    - 住吉駅前停留場

### 道路
- 西国本街道（現・国道2号、国道171号重複）
- 西国浜街道（現・国道43号、阪神高速3号神戸線）

## 出身・ゆかりのある人物
- 乾新兵衛 - 摂津国八部郡北野村（現兵庫県神戸市生田区）出身。旧姓・前田。明治期に活躍した実業家、乾財閥当主、旧乾邸に住まう。
- 右近和作（実業家、資産家） - 福井県出身。日本海上火災保険相談役[6]。

福井県人・八十島五郎右衛門の弟。日本海上保険社長十代目右近権左衛門の養子。住所は住吉村鴨子ヶ原。
- 右近福次郎（実業家、資産家） - 族籍は福井県平民。日本海上保険常務取締役[7]。妻は小寺とき（岐阜県士族・小寺成蔵の二女)[8]。右近和作の養弟[7]。住所は住吉村室ノ内[7]。
- 右近徳太郎（サッカー選手） - 父は右近福次郎、母は小寺とき（岐阜県士族・小寺成蔵の二女)[9]
- 久原房之助 - 長州・萩城下の唐樋町（現在の山口県萩市）生まれ。日立製作所・日産自動車・日本鉱業等の創立の基盤となった久原鉱業所（日立銅山）創業者、久原財閥総帥。通称「鉱山王」。同邸宅[10]は、現在の灘中学校・高等学校より北、国道2号を挟んだ北隣にあり、敷地面積は3万坪と、甲子園球場の2.5個分の広さ、敷地内には果樹園、病院、発電所等が建てられ、子供の為に小さな本物の機関車を走らせる[11]、六甲山の冷風を送るため、山から直通トンネルを掘ったなどのエピソードも残っており、住吉村の邸宅の中でもひときわ異彩を放っていた[1]。跡地には、現在オーキッドコートがあり、当時の冷風トンネル跡も現存している。
- 小寺源吾 - 岐阜県出身。大日本紡績社長。岐阜県士族で知られた資産家 (財産種別 : 株式・其他の有価証券・土地)[12]小寺成蔵 (大日本紡績監査役) の養子。自邸は住吉村 (兵庫県)[13]、平生釟三郎邸（現「甲南大学#平生記念セミナーハウス」）の北隣。小寺源吾別邸は深江[14]。
- 小寺敬一 - 兵庫県神戸市熊内町出身。経営学者。小寺成蔵 (大日本紡績監査役) の長男。関西学院高等商業学部教授。大丸百貨店監査役、神戸ゴルフ倶楽部理事[15]。族籍は兵庫県士族。兵庫県多額納税者。ヴォーリズ設計のスペイン風の広荘な西洋館である小寺敬一本邸（同氏の山荘は「六甲山荘」を参照）は、武田資料館の北隣。
- 住友友純 - 住友家15代当主、男爵、東山天皇の男系六世子孫。
- 武田長兵衛 - 武田家は元々大和国廣瀬郡薬井村（現奈良県北葛城郡河合町薬井）の出身。武田薬品工業創業者。旧武田長兵衛邸（現武田資料館〈武田薬品工業創業家別邸「銜艸居」〉）[16] に住まう。
- 田代重右衛門 - 大日本紡績（現・ユニチカ）社長。岐阜県出身。
- 田辺貞吉 - 住友銀行初代支配人。1908年同村反高林に邸宅を構える。
- 谷崎潤一郎（作家） - 東京市日本橋区蛎殻町二丁目14番地（現・東京都中央区日本橋人形町一丁目7番10号）生まれ。1936年より1943年まで住吉村反高林に居住、当地で『細雪』を執筆。住居は「倚松庵」（こう呼ばれる住居は複数ある）または「『細雪』の家」として知られる。
- 弾直樹[17] -  摂津国菟原郡住吉村中ノ町（現・兵庫県神戸市東灘区住吉宮町）生まれ。幕末明治期、穢多頭・弾左衛門の最後の第13代目[17]。本姓は寺田[17]。
- 野村徳七 - 野村合名家長。
- 平生釟三郎 - 岐阜県出身。日本の実業家、教育者（甲南学園創立者）、政治家（廣田内閣で文部大臣、貴族院勅選議員、枢密顧問官）。平生邸[18]は、小寺源吾邸の道を挟んで南隣り、現在そこには、自ら創立した甲南大学の平生記念セミナーハウスが建っている。
- 弘世助三郎 - 近江国彦根（現在の滋賀県彦根市）生まれ。日本生命創業者、旧小寺敬一邸の南又隣。1945年に占領軍の接収を心配した弘世現が中国人貿易商の黄萬居に売却し、中華料理店「蘇州園」として使われたのち、1995年より結婚式場。
- 村山龍平 - 伊勢国田丸（現・三重県度会郡玉城町）に生まれ。朝日新聞創業者。鹿鳴館調の西洋館・和館が並び建つ広い邸内[19]に香雪美術館があり、自ら収集した美術品が展示されている。旧平生邸のすぐ北。岸和田藩 ・ 岡部家より養子を迎える。